# Покрет несврстаних
Покрет несврстаних је међународна организација више од 100 земаља које су сматрале себе званично неуједињене са једним или против једног од већих блокова. Сврха организације, како је написано у Хаванској декларацији из 1979. године, је да осигура „националну независност, суверенитет, територијални интегритет и безбедност несврстаних земаља у њиховој борби против империјализма, колонијализма, неоколонијализма, апартхејда, расизма, укључујући и ционизам и све облике стране агресије, окупације, доминације, мешања или хегемоније, као и против блоковске политике”. Покрет несврстаних се фокусирао на националне борбе за независност, искорењивања сиромаштва, економски развој и супротстављање колонијализму, империјализму и неоколонијализму. Они су представљали 55% становништва планете, већину влада на свету и скоро две трећине чланица Уједињених нација.
Важнији чланови су били СФРЈ, Индија, Египат и повремено Кина. Бразил никада није био стални члан покрета, али је држава делила много циљева Покрета несврстаних и често је слала посматраче на конференције Покрета несврстаних. Иако је намеравано да организација буде близак савез као и НАТО и Варшавски пакт, имала је мало јединства и многе од њених чланица су биле у савезу са једном или другом великом силом. На пример, Куба је била у савезу са Совјетским Савезом током Хладног рата.

## Настанак покрета
Термин „Несврстани” је први сковао индијски премијер Џавахарлал Нехру током свог говора 1954. у Коломбу, Шри Ланка. У свом говору, Нехру је описао пет постулата који су коришћени као водиље у кинеско-индијским односима, а које је прве смислио ондашњи кинески премијер Џоу Енлај. Названи Пет принципа мирољубиве егзистенције или Панчшил, ови принципи ће касније послужити као основа Покрета несврстаних. Тих пет принципа су:
1. Узајамно поштовање територијалног интегритета и суверенитета
2. Узајамно ненападање
3. Узајамно немешање у унутрашње послове
4. Једнакост и узајамна корист
5. Мирољубива коегзистенција

Порекло Покрета несврстаних се може пратити до конференције одржане у Бандунгу, Индонезија, 1955. Светске несврстане нације су изразиле своју жељу да не буду увучене у идеолошке сукобе Истока и Запада у Хладном рату. Бандунг је био значајна прекретница за развој покрета као политичке организације. Тито, Нехру и Насер су 19. јула 1956. године на Брионима потписали декларацију о заједничкој сарадњи и политици — Покрет несврстаних.
Ипак, 5 година касније у септембру 1961. године, уз велику заслугу Јосипа Броза Тита, одржана је прва званична конференција Покрета несврстаних. Уз Тита и Нехруа, други истакнути светски лидери који су учествовали у стварању Покрета несврстаних су били Гамал Абдел Насер, председник Египта, Сукарно, председник Индонезије и Кваме Нкрумах, први председник Гане.
Покрет је изгубио кредибилитет током 70-их када је критикован да у њему постају доминантне државе које су биле пријатељске према Совјетском Савезу. Док су вође као Тито, Насер, Сукарно или Нехру могли представљати идеологију несврстаних, вође попут Фидела Кастра су компромитовале цео концепт.
Постоји и књига „Неочекивана промјена: како је створен покрет несврстаних” која је настала на основу дневничких белешки Богдана Црнобрње, дипломате СФРЈ из 1961. године.

## Земље чланице
1. Авганистан
2. Азербејџан
3. Алжир
4. Ангола
5. Антигва и Барбуда
6. Бангладеш
7. Барбадос
8. Бахами
9. Бахреин
10. Белизе
11. Белорусија
12. Бенин
13. Боливија
14. Боцвана
15. Брунеј
16. Буркина Фасо
17. Бутан
18. Вануату
19. Венецуела
20. Вијетнам
21. Габон
22. Гамбија
23. Гана
24. Гвинеја
25. Гвинеја Бисао
26. Гијана
27. Гренада
28. Демократска Република Конго
29. Доминика
30. Доминиканска Република
31. Египат
32. Еквадор
33. Екваторијална Гвинеја
34. Еритреја
35. Етиопија
36. Замбија
37. Зеленортска Острва
38. Зимбабве
39. Индија
40. Индонезија
41. Ирак
42. Иран
43. Јамајка
44. Јемен
45. Јордан
46. Јужноафричка Република
47. Камбоџа
48. Камерун
49. Катар
50. Кенија
51. Колумбија
52. Комори
53. Република Конго
54. Куба
55. Кувајт
56. Лаос
57. Лесото
58. Либан
59. Либерија
60. Либија
61. Мадагаскар
62. Малави
63. Малдиви
64. Малезија
65. Мали
66. Мароко
67. Мауританија
68. Маурицијус
69. Мјанмар
70. Мозамбик
71. Монголија
72. Намибија
73. Непал
74. Нигер
75. Нигерија
76. Никарагва
77. Обала Слоноваче
78. Оман
79. Пакистан
80. Панама
81. Палестина
82. Папуа Нова Гвинеја
83. Перу
84. Руанда
85. Сао Томе и Принципе
86. Саудијска Арабија
87. Свазиленд
88. Света Луција
89. Свети Винсент и Гренадини
90. Северна Кореја
91. Сејшели
92. Сенегал
93. Сент Китс и Невис
94. Сијера Леоне
95. Сингапур
96. Сирија
97. Сомалија
98. Шри Ланка
99. Судан
100. Суринам
101. Тајланд
102. Танзанија
103. Источни Тимор
104. Того
105. Тринидад и Тобаго
106. Тунис
107. Туркменистан
108. Уганда
109. Узбекистан
110. Уједињени Арапски Емирати
111. Филипини
112. Фиџи
113. Хаити
114. Хондурас
115. Централноафричка Република
116. Чиле
117. Џибути

### Бивше чланице
- Аргентина (1973—1991)[4][5]
- СФРЈ - ФНРЈ (1961—1963), СФРЈ (1963—1992)[5][6] СРЈ (1992)[7]
- Кипар (1961—2004)[5][6]
- Малта (1973—2004)[5][6]

### Посматрачи
- Аргентина
- Босна и Херцеговина
- Бразил
- Јерменија
- Казахстан
- Кина
- Киргистан
- Костарика
- Мексико
- Парагвај
- Салвадор
- Србија
- Таџикистан
- Уругвај
- Црна Гора

### Организације
- Арапска лига
- Афричка унија
- [[Афричко-азијска организација народне солидарности]]
- [[Јужни центар]]
- Канакчки социјалистички национални ослободилачки фронт
- Национални покрет за независност Хостос
- [[Организација исламске сарадње]]
- [[Секретаријат Комонвелта]]
- [[Светски савет за мир]]
- Уједињене нације

## Конференције Покрета несврстаних
Места и датуми конференција:
- 1. конференција — Београд, ФНРЈ, 1. септембар 1961 — 6. септембар 1961. пуноправни чланови: 25, посматрачи: 3, укупно 28 присутних
- 2. конференција — Каиро, Египат, 5. октобар 1964 — 10. октобар 1964. пуноправни чланови: 47, посматрачи: 12, укупно 59 присутних
- 3. конференција — Лусака, Замбија, 8. септембар 1970 — 10. септембар 1970. пуноправни чланови: 54, посматрачи: 14, укупно 68 присутних
- 4. конференција — Алжир, Алжир, 5. септембар 1973 — 9. септембар 1973. пуноправни чланови: 75, посматрачи: 27, укупно 102 присутних
- 5. конференција — Коломбо, Шри Ланка, 16. август 1976 — 19. август 1976. пуноправни чланови: 85, посматрачи: 21, гости: 7, укупно 114 присутних
- 6. конференција — Хавана, Куба, 3. септембар 1979 — 9. септембар 1979. пуноправни чланови: 92, специјални статус: 1, посматрачи: 20, гости: 18, укупно 131 присутних
- 7. конференција — Њу Делхи, Индија, 7. март 1983 — 12. март 1983. пуноправни чланови: 100, посматрачи: 9, гости: 10, укупно 119 присутних
- 8. конференција — Хараре, Зимбабве, 1. септембар 1986 — 6. септембар 1986. пуноправни чланови: 101, посматрачи: 10, гости: 13, укупно 124 присутних
- 9. конференција — Београд, СФРЈ, 4. септембар 1989 — 7. септембар 1989.
- 10. конференција — Џакарта, Индонезија, 1. септембар 1992 — 7. септембар 1992.
- 11. конференција — Картахена де Индијас, Колумбија, 18. октобар 1995 — 20. октобар 1995.
- 12. конференција — Дурбан, Јужноафричка Република, 2. септембар 1998 — 3. септембар 1998.
- 13. конференција — Куала Лумпур, Малезија, 20. фебруар 2003 — 25. фебруар 2003.
- 14. конференција — Хавана, Куба, 14. септембар 2006 — 15. септембар 2006.
- 15. конференција — Шарм ел Шеик, Египат, 11. јул 2009 — 16. јул 2009.
  - министарска конференција — Бали, Индонезија, 23. мај 2011 — 27. мај 2011.
  - конференција поводом педесетогодишњице — Београд, Србија, 5. септембар 2011 — 6. септембар 2011.
- 16. конференција — Техеран, Иран, 16. август 2012 — 31. август 2012.
- 17. конференција — острво Маргарита, Венецуела, 17. септембар 2016 — 18. септембар 2016.
- 18. конференција — Баку, Азербејџан, 25. октобар 2019 — 26. октобар 2019.
  - Додатни комеморативни сусрет Покрета несврстаних на 60. годишњицу оснивања — У Београду је одржан 11-12. октобра 2021.

### Прва конференција
Прва конференција се одржала у Београду 1961. године. На њој су били представници 25 земаља — по 11 из Азије и Африке заједно са ФНРЈ, Кубом и Кипром, а у складу са усвојеним „критеријумима несврстаности”, којима се обавезују да воде политику несврстаности на принципима коегзистенције, да подржавају борбу за национално ослобођење, да се не укључују у мултилатералне пактове блоковских сила, да не склапају војне савезе са великим силама и да не уступају своју територију за војне базе великих сила.
У свом говору, један од родоначелника несврстаности, председник Тито је рекао: „Овај састанак, по мом мишљењу, треба да доведе велике силе до сазнања да судбина света не може да буде у њиховим рукама. Он треба да докаже протагонистима сила да већина света одлучно одбацује употребу силе као начина решавања разних важних питања која нам је прошли рат оставио у наслеђе. Без претеривања могу рећи да земље које су заступљене на овој конференцији, а и многе друге које не припадају ни једној групацији, представљају велику већину јавног мишљења света. Оне представљају савест човечанства. О томе треба и те како да воде рачуна они који помишљају на ратне авантуре. Такав пример дао је и Други светски рат; он се поразно завршио по најјаче фашистичке државе, које су насиље и силу узеле као водећи принцип политике, а рат као средство за постизање својих циљева, то јест за наметање своје доминације читавом свету, игноришући хумане и друге моралне принципе који у савременом свету све снажније долазе до изражаја… То је веома поучна историја и требало би да о њој мисле они који звецкају оружјем и држе свет у сталној напетости и страху”.
После свестране размене мишљења, у којој је главна пажња била посвећена опасностима на светски мир, проблемима разоружања, колонијализма и економског развоја, усвојено је и неколико докумената: Декларација шефова држава или влада, Изјава о опасности од рата и апел за светски мир, као и писма идентичног садржаја председнику владе Совјетског Савеза Хрушчову и председнику САД Кенедију.
Историјски значај Београдске конференције је у томе што је први пут окупила државнике несврстаних земаља и формулисала изворне принципе и циљеве политике и покрета несврстаних као независног, ванблоковског и глобалног фактора у међународним односима.

### Друга конференција
Друга конференција шефова држава или влада несврстаних земаља одржана је у Каиру од 5. до 10. октобра 1964. године. Њој су присуствовали представници 47 држава у својству пуноправних учесника и 10 земаља у својству посматрача. Наглом ширењу покрета несврстаних допринело је ослобађање многих земаља из колонијалног ропства, нарочито афричких.
У својству домаћина, председник Насер је, између осталог рекао: „Данас је захтев за социјалном правдом покретачка снага развоја у свакој земљи. Тај захтев, захтев за правдом, треба да одигра велику улогу и у међународној заједници која постаје једна целина… Ми не верујемо да се подела света завршава поделом на западни и источни блок. Може да дође до нове, веће и још озбиљније поделе. На блок сиромашних и блок богатих. Блок развијених и блок недовољно развијених.”
Главне теме конференције су били Арапско-израелски сукоб и Индијско-пакистански сукоб. На конференцији је усвојен Програм за мир и међународну сарадњу, у коме се посебно истичу принципи активне и мирољубиве коегзистенције.

### Трећа конференција
Трећа конференција шефова или влада несврстаних земаља одржана је од 8. до 10. септембра 1970. године у Лусаки. Конференцији су присуствовали представници 55 земаља у својству пуноправних учесника и 9 земаља у својству посматрача.
Током те конференције покрет је формирао сталну организацију да би развијао економске и политичке везе. Замбијски председник Кенет Каунда је играо одлучујућу улогу у овим догађајима, а у својству домаћина је између осталог рекао: „Наш покрет треба у будућности да одигра веома значајну улогу не само у земљама у развоју, већ и у читавом свету. Он се заснива на чињеници да је већина људи искрено уверена да у данашњој међународној ситуацији поштовање њихових легитимних интереса није обезбеђено и да су њихова права и њихове наде никако не могу остварити уколико се не разреше постојеће противуречности. Право учествовања у трагању за таквим решењем не представља монопол великих сила”.
На конференцији су усвојене: Декларација о миру независности, развоју, сарадњи и демократизацији међународних односа у којој су реафирмисани принципи и циљеви несврстаности и одређено место и улога покрета у измењеним међународним условима, обележеним првим резултатима детанта у односима блоковских сила; Декларација о несврставању и економском прогресу у којој је придат приоритетни значај мењању стања у међународним економским односима; те више других резолуција.

### Четврта конференција
Четврта конференција шефова држава или влада несврстаних земаља одржана је у Алжиру од 5. до 10. септембра 1973. године. Конференцији је присуствовало 75 земаља у својству пуноправних чланова, 9 земаља посматрача и 3 земље госта.
У својству домаћина конференције алжирски председник Хуари Бумедијен је сажео програм несврстаности у неколико језгровитих реченица: „Национална независност са свим својим компонентама, политичким, економским и културним; борба против колонијализма, ционизма и апартхејда; борба против неоколонијализма, империјализма и свих облика стране хегемоније, распуштање блокова, уклањање војних база, опште и потпуно разоружање — то су, између осталог, задаци који стоје пред нама ако хоћемо да у свету завлада мир који би био заснован на равноправности држава, демократизацији међународних односа и сарадњи међу народима”.
у Алжиру је виђено како се покрет носи са новим економским реалностима. Светски нафтни шок из 1973. године је довео до тога да неке чланице буду значајно богатије од осталих. Крај повезаности америчке валуте за злато и накнадна девалвација долара је уклонило једну од највећих притужби групе. Одржана у време развоја детанта у односима Совјетског Савеза и САД и након нормализације односа САД и Кине, Алжирска конференција је одредила политичке задатке несврстаних земаља у борби за даљу демократизацију међународних односа и формулисала мере за изградњу новог економског поретка. Политички и економски задаци несврстаних земаља добили су подједнак значај у склопу остваривања дугорочних визија покрета несврстаних. Конференција је усвојила Политичку декларацију, Економску декларацију, Акциони програм економске сарадње, Декларацију о борби за национално ослобођење и више других резолуција о тада актуелним светским питањима.

### Пета конференција
Пета конференција шефова држава или влада несврстаних земаља одржана је у Коломбу, Шри Ланка, од 16. до 19. августа 1976. године. Јачање улоге несврстаних земаља у међународним односима довело је до даљег ширења покрета несврстаних. Конференцији је присуствовало 86 земаља у својству пуноправних учесника, 9 земаља посматрача, 12 ослободилачких покрета и међународних организација и 7 земаља гостију.
Председница владе Шри Ланке, Сиримаво Бандаранаике, је у својству представника земље домаћина поздравила присутне и указала на место и улогу несврстаности у актуелном политичком и временском тренутку: "У Уједињеним нацијама је снага покрета несврстаних горко нападана као"тиранија већине". Ми знамо да несврставање није било замишљено да буде, нити да ће икада постати тиранија. У сваком случају, оно је било најмоћније оружје против других тиранија које је свет, нарочито трећи свет, упознао током последњих пет векова: тираније сиромаштва, тираније глади, неисхрањености и умирања од изгладнелости, тираније болести и преране смрти и, изнад свега, потпуног одсуства изгледа на ма какву срећу или наду. Међутим, можемо бити задовољни том критиком, јер је она најпозитивније, мада нехотично признање наше солидарности и привржености демократским методама у борби против зала старог поретка. Снага нашег покрета је још уочљивија када констатујемо да су несврстани махом сиромашне и недовољно развијене земље, без уобичајених могућности за примену моћи и утицаја, као што су војна сила, велико индустријско богатство или добро организована и савремена средства за масовно комуницирање. Наша снага је у непоколебљивој припадности нашим начелима и нашем јединству. Она представља огромну моралну силу коју морају узимати у обзир они који су донедавно били навикли да имају неоспорну моћ над судбином других народа".
Упркос умножавању спорова и сукоба међу самим несврстаним земљама, као и све очигледнијим настојањима блоковских сила да прошире своје старе утицаје у регионима у којима се налази гро несврстаних земаља, на конференцији је постигнут консензус о свим питањима од заједничког интереса.

### Шеста конференција
Шеста конференција шефова држава или влада несврстаних земаља одржана је од 3. до 9. септембра 1979. године у Хавани. Конференцији је присуствовало 95 земаља у својству пуноправних учесника, једна земља са специјалним статусом, 11 земаља посматрача, 8 земаља гостију и више ослободилачких покрета и међународних организација.
Приликом отварања конференције а у својству домаћина председник кубанске владе Фидел Кастро је између осталог рекао: „Борба за мир и за праведни економски поредак, за правилно решење тешких проблема који погађају наше земље, постаје у све већој мери основни проблем покрета несврстаних земаља. Мир, и огромне опасности које му прете, није питање које треба да остане у искључивој надлежности великих сила. Мир је могућ, али се мир може осигурати у оној мери у којој све земље буду свесне и одлучне у борби за њега. Нећемо мир за само један део света. Хоћемо мир за све народе. Мир и правду, мир и слободу. Мир за све земље. Мир за све континенте. За све народе. Потпуно схватамо да без упорне и одлучне борбе нећемо постићи мир, а морамо веровати у могућност постизања мира упркос империјализму и назадним факторима који још увек постоје у свету. Веома је велика уједињена снага наших земаља. Ми морамо тражити, захтевати и освојити мир, детант, мирољубиву коегзистенцију и разоружање, јер они неће сами доћи. Пред данашњим светом нема друге алтернативе, уколико желимо да човечанство опстане”.
у Хавани је расправљано о предности „природне алијансе” које су многи видели између Покрета несврстаних и Совјетског Савеза. Под вођством Фидела Кастра, конференција је расправљала о концепту антиимперијалистичке алијансе са Совјетским Савезом. Премијер Јамајке Менли је одржао добро примљен просовјетски говор. Међу осталим стварима које је рекао је било: „Сви антиимперијалисти знају да је равнотежа снага у свету неповратно промењена 1917. године када је постојао покрет и човек у Октобарској револуцији, а Лењин је био тај човек”. Менли је такође одликовао Кастра за ојачавање снага посвећеним борби против империјализма на западној хемисфери.

### Седма конференција
Када је постало очигледно да Седма конференција несврстаних земаља, због рата Ирака и Ирана, неће моћи да буде одржана у септембру 1982. у Багдаду, једногласно је одлучено да нови домаћин буде Индија.
Тако да је седма конференција шефова држава или влада несврстаних земаља одржана од 7. до 12. марта 1983. године у Њу Делхију. Од укупно 101 земље пуноправне чланице, конференцији је присуствовало 99 земаља у својству пуноправних чланова (није учествовала Санта Луција; док је место предвиђено за Кампучију остало упражњено због немогућности постизања консензуса око тога да ли ће је представљати законска влада, за шта се залагала огромна већина земаља, или влада коју су устоличиле вијетнамске трупе и коју је подржавала мања група несврстаних земаља), 10 земаља посматрача, 10 земаља гостију и више међународних организација и других посматрача и гостију.
У свом говору председница владе Индије, Индира Ганди, је између осталог рекла: „Људски род се нашао на самом рубу пропасти светског економског система и уништења у нуклеарном рату. Уколико би дошло до тих трагедија, може ли се ико од нас, био он велики, мали, богат или сиромашан, било да је са севера или југа, запада или истока, надати да ће се спасти? Анализирајмо економску кризу. Ми из света у развоју немамо никакву безбедност. Уколико дође до економског слома, ми ћемо бити први и најтеже погођени. У овом међузависном свету чак и најбогатији нису имуни на поремећаје. Само уз коегзистенцију може постојати било каква егзистенција. Сматрајте немешање и неинтервенисање основним законима међународног понашања. Међутим, различити типови интервенција, отворених или прикривених, појављују се у Азији, Африци, Латинској Америци. Све ове интервенције су неприхватљиве и недопустиве. Мешање води ка интервенцији, а једна интервенција често повлачи другу. Ниједна сила или група сила нема оправдања или моралног права да се тако меша или интервенише. Не можете осудити један покушај, а прећи преко другог. Свака ситуација има сопствене почетке. Било какви да су, решења морају бити политичка и мирољубива. Све земље се морају држати принципа да сила или претња силом не сме бити коришћена против територијалног интегритета или политичке независности неке земље”.

### Осма конференција
Одржавање Осме конференције несврстаних земаља у Харареу пало је тачно у време обележавања 25-годишњице утемељења покрета несврстаних у Београду 1961. године. Ова коинциденција је представљала изврсну прилику за постављање два фундаментална питања: шта је покрет несврстаних успео да постигне у току протеклог периода и да ли је покрет у међувремену истрошио своје историјске потенцијале?
Државници окупљени у Харареу били су једнодушни у оцени да су утемељивачи несврстаности Тито, Нехру, Насер, Нкрумах и Сукарно у вртлогу хладноратовских деоба раскрилили видике и просторе за прелазак са поретка који се заснива на доминацији, на поредак који ће се темељити на слободи, правди и благостању за све. Није било државника, без обзира на његова политичка и идеолошка опредељења, који није изразио веру у принципе и циљеве које су тада прокламовани.

### Седамнаеста конференција
Присутни званичници су усвојили финални документа на 190 страна на којем позивају на мир и сарадњу, истовремено изражавајући забринутост због ситуације у самој Венецуели и посебно земљама погођеним ратом.
Председник Венецуеле Николас Мадуро сматра самит Несврстаних приликом да учврсти своју међународну позицију. Ипак, слаб одзив охрабрио је његове политичке противнике који инсистирају да се одржи референдум о његовом смењивању.
Самиту је присуствовао шеф српске дипломатије Ивица Дачић, који је имао низ билатералних састанака.
У Београду је 11-12. октобра 2021. одржан Додатни комеморативни сусрет Покрета несврстаних на 60. годишњицу оснивања.